# Refugium Peccatorum
Refugium Peccatorum (italiano: "Rifugio dei peccatori") è un titolo cattolico romano per la Beata Vergine Maria.
Il suo uso risale a San Germano di Costantinopoli nell'VIII secolo.

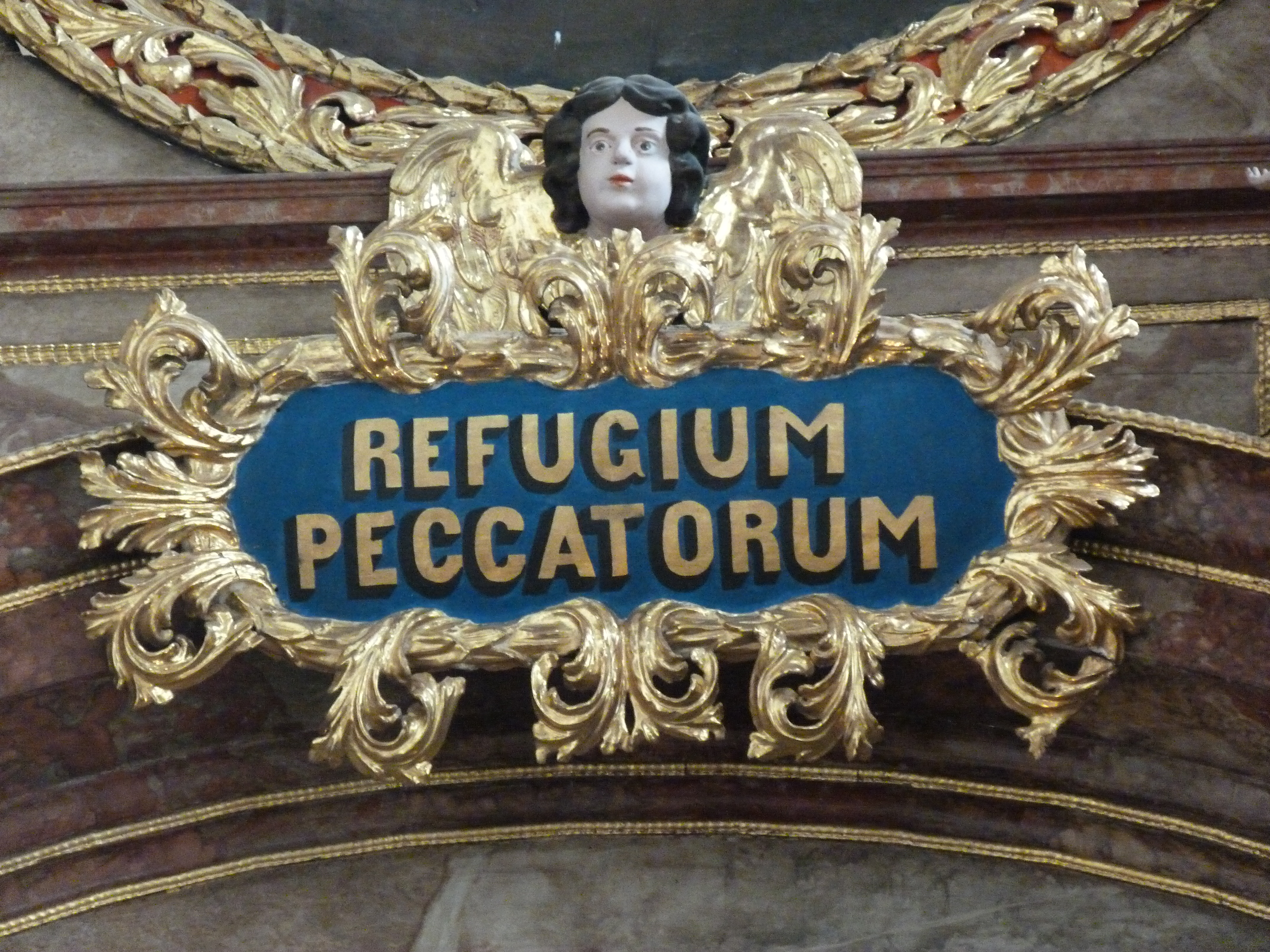
titolo della Beata Vergine Maria

## Preghiera
Il Refugium Peccatorum è una parte delle quattro invocazioni mariane nelle Litanie lauretane; le altre sono Salus Infirmorum ("guaritrice dei malati"), Consolatrix Afflictorum ("consolatrice dei tristi") e Auxilium Christianorum ("aiuto dei cristiani"). Ogni appello che esalta il ruolo di Maria come invocazione della misericordia spirituale e corporea ha una ricca storia, ma in generale l'idea di chiedere aiuto alla Beata Vergine Maria nei bisogni temporali risale ai santi Giustino martire, Ireneo e Ambrogio di Milano.

## Nell'arte

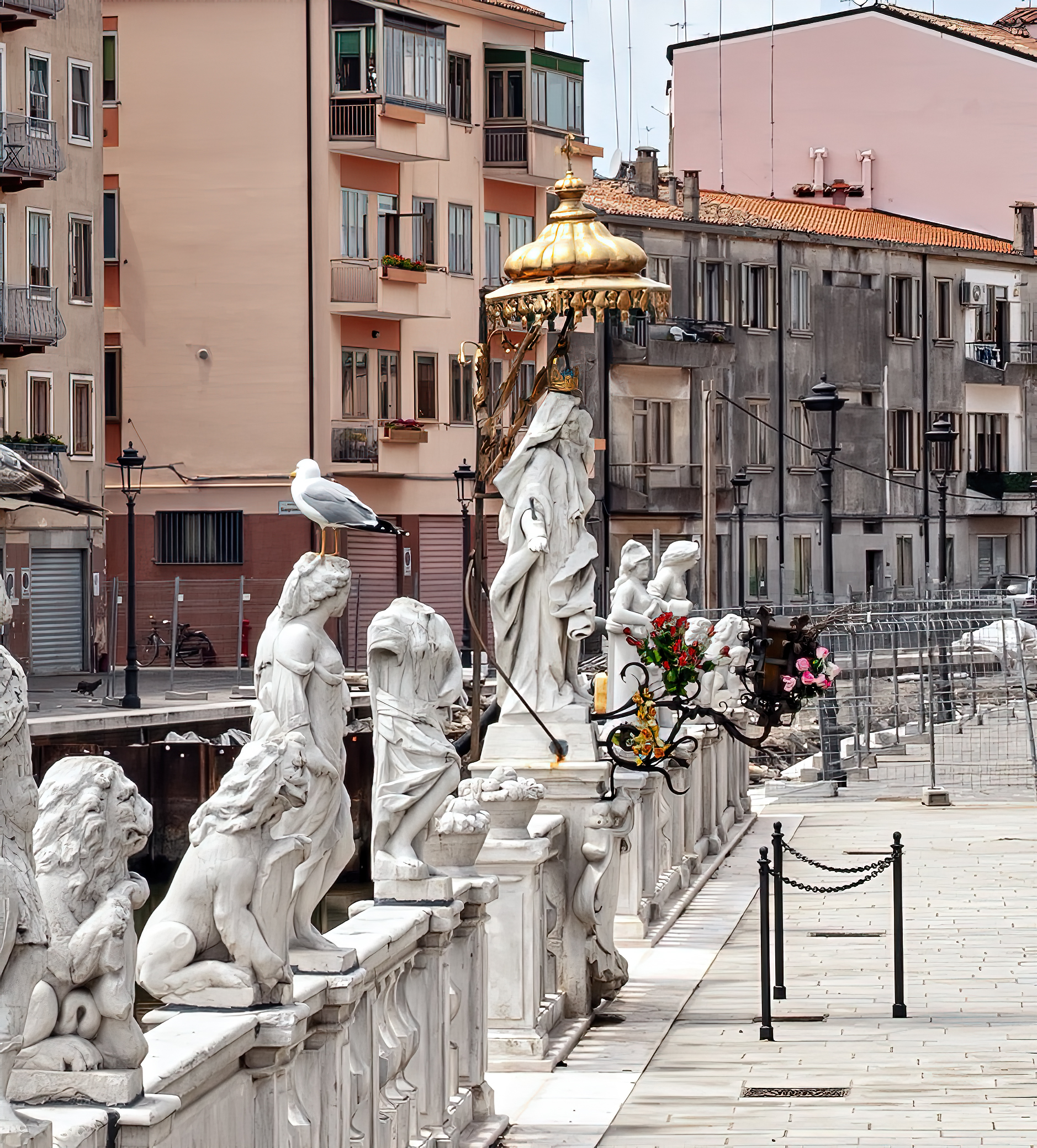
Chioggia statua Refugium Peccatorum Madonna col Bambino

Il predicatore gesuita del XVIII secolo Antonio Baldinucci aveva una devozione particolare per l'immagine della Vergine Maria del Refugium Peccatorum nella Chiesa del Gesù (Frascati) e ne commissionò una copia che considerava miracolosa che portava con sé nei suoi viaggi.
Il termine "Refugium peccatorum" è usato anche in altre opere di arte mariana cattolica romana. Una statua in marmo raffigurante la Vergine Maria, si trova sullo scalone d'onore dell'ex palazzo municipale di Chioggia. Il nome deriva dal fatto che i dannati potevano sostare davanti alla statua della Vergine Maria per pregare per le loro anime mentre si recavano al patibolo.

## Celebrazioni
È la patrona della California con festa il 5 luglio ed in Messico con la tradizionale festa della Madonna, Refúgio dos Pecadores il 13 agosto.

## Nella lingua italiana
La locuzione latina viene anche usata in modo scherzoso per indicare una persona o istituzione di grande e forse eccessiva indulgenza .